# Kaakamojoki
Kaakamojoki eller Kaakamajoki är ett vattendrag i Finland.   Det ligger i landskapet Lappland, väster om  Kemi älv.
Gränsen mellan Uppsala och Åbo stift, fastställd 1374 av Bo Jonsson (Grip), löpte mellan Kaakamojoki och Kemi älv; samma gräns var administrativ gräns mellan de svenska och de finska länen till 1809.